# Kamin-Kasjyrskyj
Kamin-Kasjyrskyj (ukrainsk: Камінь-Каширський, polsk: Kamień Koszyrski) er en by i det historiske landskab Volhynien i det nordvestlige Ukraine. Byen ligger ved floden Zyr, der er en biflod til Pripjat. Den er administrationsby i Kamin-Kashyrskij rajon i Volyn oblast. Byen har 12.477 (2022) indbyggere.

## Historie
Kamin-Kasjyrskyj var kendt allerede i begyndelsen af det 12. århundrede.
Området har historisk set været en blanding af polske, russiske og ukrainske folk i mere end et årtusind. Regionen har i århundreder været genstand for en lang række krige, pogromer, herskere og imperier, herunder Habsburg, polsk-litauisk, polsk-litauisk, preussisk, polsk, russisk og tysk. Den er nu en del af Ukraine.

### Religion
De vigtigste religioner, der praktiseres, omfatter: De vigtigste religioner er katolsk, russisk ortodoks, ukrainsk ortodoks og jødedom. Ved århundredeskiftet 1900 var området efter sigende befolket af landsbyer med kristne landmænd og nogle få jødiske landsbyer, der var beskæftiget med handel, som håndværkere og som fagfolk.
Encyclopaedia Judaica kommenterer: "Kamen-Kashirskiy, en lille by i Polen, amtet Polesia. I 1847 boede der 862 jøder; i 1897 var der 1189 jøder (i alt 1220 indbyggere); i 1921 - 716 jøder."

## Galleri
- Katolsk kirke i Kamin-Kasjyrskyj
- Sankt Elijah ortodoks kirke
- Theotokos fødsel, ortodoks kirke